# Jochim Schäfer

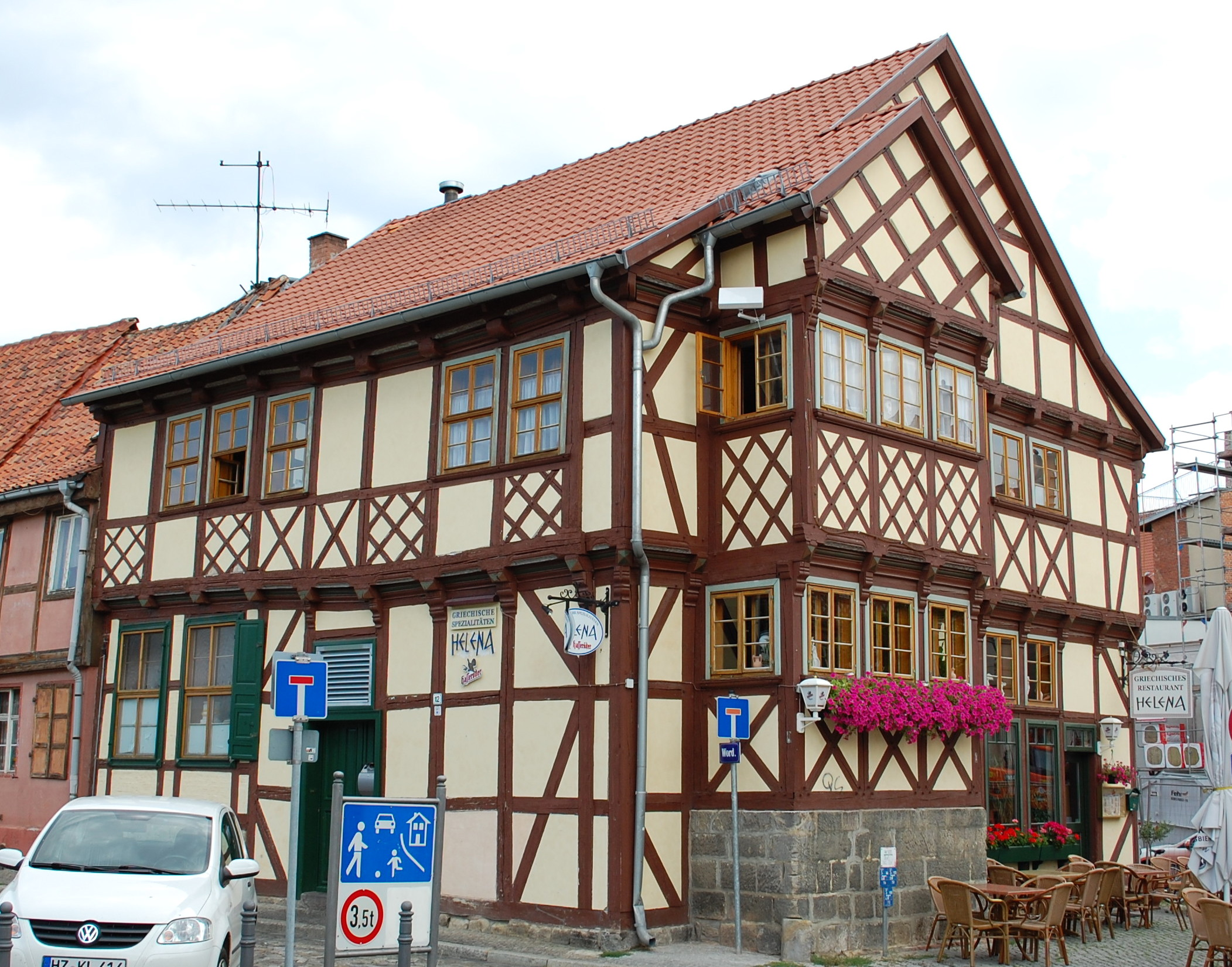
Haus Word 12

Jochim Schäfer, auch Joachim Schäfer (* 1641; † 3. April 1695 in Quedlinburg) war ein deutscher Zimmermeister. Er schuf zumindest drei noch heute erhaltene und zum UNESCO-Weltkulturerbe gehörende Fachwerkhäuser in Quedlinburg.

## Leben und Werk
Insgesamt sind drei von Schäfer errichtete Gebäude bekannt. Ältester Bau ist das 1676 gebaute Haus Word 12. Nach 1676 entstand das Haus Steinbrücke 19. Letzter bekannter Bau ist das 1679 errichtete Gebäude Hohe Straße 31.
Seine Bauten sind qualitätvolle gestaltet und mit Schmuckelementen wie Andreaskreuzen und Rautenkreuzen in den Brüstungsfeldern versehen. Darüber hinaus bestehen an den Brüstungshölzern Tröpfchenfriese.
Am 20. November 1666 heiratete er im Quedlinburger Westendorf Anna Maria Urban. Zu diesem Zeitpunkt war er Zimmerergeselle. Aus der Ehe gingen die Kinder Stephan Andreas (1667), Johannes (1669) und Hans Andreas (1672) hervor. Pate für Johannes war der Zimmermeister Hans Rühle. Schäfer starb 1695 in der Quedlinburger Altstadt.